# Linanthus wigginsii
Linanthus wigginsii är en blågullsväxtart som beskrevs av Mason. Linanthus wigginsii ingår i släktet Linanthus och familjen blågullsväxter. Inga underarter finns listade i Catalogue of Life.